# 江藩
江藩（1761年—1831年），字子屏，號鄭堂，晚號節甫，本籍安徽旌德之江村（金屬白地鎮）後為江苏甘泉（揚州）人，清代经学家。江藩祖父江日宙由安徽旌德遷居揚州，並佔籍甘泉。江藩受業餘蕭客、江聲，博綜羣經，尤深漢詁。為古文詞，豪邁雄俊，作《河賦》以匹江、海二賦。

## 生平
生於乾隆二十六年（1761年），卒於宣宗道光十一年（1831年），年七十一歲。是清中葉經學家、目錄學家、藏書家。監生。早年授業於余蕭客、江聲，博綜羣經，師承惠棟，將經學分為漢學、宋學兩派，熟於史事，阮元曾聘他任麗正書院山長。後由京師至嶺南，又被聘為《廣東通志》纂修官。對目錄學多所論述，認為“目錄者，本以定其書之優劣，開後學之先路。使從之某書當讀，某書不當讀”，“目錄之學，讀書入門之學也。”並撰有《國朝經師經義目錄》作為治經學的門徑。亦富藏書，有藏書室曰“炳燭室”、“半氈齋”，自稱善本書頗多，曾與秦恩復的藏書相比。吳嵩梁贈有“藏書八萬卷，讀書三十年；躬耕無一畝，買文無一錢”之句。後因乾隆間遭荒亂，以藏書換米，書倉一空。撰《半氈齋題跋》2卷，上卷為書籍題跋20篇，下卷為金石書畫跋21篇。藏書印有“甘泉江鄭堂考藏”等。著有《周易述補》《爾雅小箋》《漢學師承記》《宋學淵源記》《隸經文》《炳燭室雜文》《江湖載酒詞》等。晚年歸鄉定居。

## 主要成就
江藩系清著名漢學家惠棟的再傳弟子。清代漢學自顧炎武開山，閻若璩、胡渭奠基，惠棟開創，戴震集其大成之後，至乾嘉時期，已臻於極盛，學者無不靡然向風。但是，尚未有學者對此進行總結，只有汪中曾説“國朝諸儒崛起，按二千餘年沉淪之緒，通儒如顧寧人、閻百詩、梅定九、胡肋明、惠定宇、戴東原，皆繼往開來者”，擬作《國朝六儒頌》，述其本末，後因病去世而未成。江藩起而繼之，從本學派的視角出發，選擇清初至乾嘉時期的漢學家，各個立傳，詳述其學行始末，揭櫫其思想主張，列舉其學術成就，撰《漢學師承記》八卷，附《經師經義目錄》一卷。這部由漢學家自己撰寫的學術史著作，通過對漢學家學術的記述和表彰，比較完整地勾勒了清代漢學發生發展的概貌。
如惠棟三世傳經，精研《易》學，首標漢幟，江藩對其推崇備至，盛稱“本朝為漢學者，始於元和惠氏”，不僅於書中原原本本地記述了其思想主張、學術傳承和治學成就，還特別表彰其對漢《易》的研究，使“漢學之絕者千有五百餘年，至是而燦然復章矣” 。他如對漢學家一致遵循的由文字音韻訓詁以尋求經書義理的治學宗旨，以及漢學家在文字、音韻、訓詁、校勘等方面的發明和貢獻，書中也予以了反覆闡揚和詳細記載。阮元稱“讀此可知漢世儒林家法之承授，國朝學者經學之淵源，大義微言，不乖不絕，而二氏之説亦不攻自破矣”。
但是，江藩在總結清代漢學的同時，也表現出很深的門户。

## 個人作品
性不喜唐、宋文自言文無八家氣。為人權奇倜儻，能走馬奪槊豪飲，遍遊齊、晉、燕、趙、閩、粵、江、浙。韓城王傑極重之，曾撰《純廟詩集註》，由傑進呈，恩賞御製詩五集。後諭召對圓明園，適陷台灣報至而輟。幼蓄書萬餘卷，以好客傾家，盡以易米，作《書窠圖》志感。阮元督漕淮安時，聘為麗正書院山長。藩著《隸經文》四卷，《炳燭室雜文》一卷，《江湖載酒詞》二卷《漢學師承記》八卷，《宋學淵源記》三卷……等，均《清史列傳》並傳於世。

## 評價
龔自珍針對《國朝漢學師承記》的書目，曾提出「十不安」的觀點；並去信江藩，建議他把書目改為《國朝經學師承記》。整體而言，龔自珍認為江藩的《國朝漢學師承記》足以媲美司馬遷和劉向的貢獻。
章太炎在《諸子略説》中對江藩《宋學淵源記》的一些觀點有很高的評價：“湯斌、楊名時、陸隴其輩，江鄭堂《宋學淵源記》所不收，其意良是。何者？炎黃之胄，服官異族，大節已虧，尚得以理稱哉？”湯斌、魏象樞、魏裔介等雖強稱宋學名家，但對宋學並無什系統研究，僅以朱學仰承滿清朝廷意旨，以達通顯貴裝點門面而已。